# Wolfgang Junglas
Wolfgang Junglas (* 28. Oktober 1955 in Mayen) ist ein deutscher Weinjournalist, Restauranttester und TV-Produzent.

## Leben

### Ausbildung
Er besuchte von 1962 bis 1971 zunächst die Volksschule und dann die Realschule Mendig. Nach der Mittleren Reife absolvierte er bis 1974 eine Ausbildung zum  Verlagskaufmann beim Mittelrhein-Verlag in Koblenz. Im Hessenkolleg absolvierte er 1977 das  Abitur und studierte von 1977 bis 1984 Soziologie an der Universität Frankfurt mit Schwerpunkt Statistik, Sozialpsychologie und Wirtschaft.

### Beruflicher Werdegang
Nach einer Hospitanz bei der ZDF-Redaktion „tele-illustrierte“ im Jahr 1983 war er zunächst bis 1987 freier Mitarbeiter, Reporter und Senderedakteur der ZDF „tele-illustrierte“. Ab 1985 war er beim SWR tätig für verschiedene Sendungen wie  „Blick ins Land“, „Output“, „Igel“, „Fragezeichen“, „Markt & Pfennig“.
Als Redakteur verantwortete Junglas ab den 1990er Jahren eine ganze Reihe von sehr erfolgreichen Serien wie Johann Lafer kocht mit 378 Folgen im  ARD-Vorabendprogramm (1990–2003), Glaskasten (1992–1994) und Lafers Himmel un Erd mit  269 Folgen zwischen 1998 und 2006. Ende 1993 entwickelte er das Konzept für die Sendung Fröhlicher Weinberg mit und entdeckte Ulrike Neradt für das Fernsehen. Von 1994 bis 2005 betreute er 125 Folgen dieses Formats. Seit 1998 zeichnet er außerdem als Redakteur und Producer für die alljährlichen Übertragung der Wahl der Deutschen Weinkönigin verantwortlich.
Von 2000 bis 2010 gab er zusammen mit seiner Frau Tracey in dem Verlag Konzept Kochen die Rezeptzeitschrift  Kochen im Südwesten heraus. 2004 gründete er die Fernsehproduktions- und Veranstaltungsfirma Konzept TV. Bisherige Produktionen: für die ZDF-Sendung "Umwelt", für Fairtrade "Rosen aus Kenia", für den SWR "Mit Johann Lafer um die Welt". Seit 2000 ist Junglas Vorsitzender von Weinfeder e.V., dem Verband der deutschsprachigen Weinpublizisten, seit Mai 2019 ist Junglas Präsident des internationalen Weinjournalistenverbandes FIJEV – Fédération internationale des journalistes et écrivains du vin.
Als Autor schrieb Junglas mehr als ein Dutzend Bücher über Wein, Reisen und Gastronomie, die zum Teil wie der Führer Landgasthöfe in Rheinland-Pfalz mehrere Auflagen erreichten. Von 1995 bis 1999 arbeitete er auch als Tester für den Gault Millau Restaurant Guide. Seit 2011 organisiert Junglas als Intendant der "Rheingauer Wein Bühne" Unterhaltungsveranstaltungen in der Brentanoscheune in Oestrich-Winkel im Rheingau.
2018 war er als Redakteur und Produzent der SWR-Serie WeinSafari 3: Unterwegs in Rheinhessen und WeinSafari 4: Unterwegs an der Ahr mit Janina Huber tätig. Seit 2019 wirkt er als Lehrbeauftragter für Neue Medien an der Hochschule Geisenheim im Projekt „Story Telling in Social Media .“

## Werke
- Der kulinarische Weinberg. Zabert Sandmann Verlag, 1995.
- Cafés in Rheinland-Pfalz. Band 1, TR Verlagsunion, München 1996.
- Cafés in Rheinland-Pfalz. Band 2, TR Verlagsunion, München 1998.
- Enzyklopädie Deutscher Wein. Co-Autor, Eno Verlag, 1998.
- Wein & Krone – Geschichte der deutschen Weinköniginnen. Verlag  projekt büro, Ingelheim 1999.
- Himmel un Erd. (Co-Autor), Falken Verlag, Niederhausen 2001.
- Landgasthöfe in Rheinland-Pfalz. Band 4, Societätsverlag, Frankfurt 2006.
- Das große Buch vom Sekt. gemeinsam mit Rudolf Knoll, Societätsverlag, Frankfurt 2008.
- 60 Jahre Deutsche Weinköniginnen. Societätsverlag, Frankfurt 2008.
- Landgasthöfe in Rheinland-Pfalz. Band 5, Societätsverlag, Frankfurt 2008.
- Landgasthöfe in Rheinland-Pfalz. Band 6, Societätsverlag, Frankfurt 2012.
- Der Wein-Graf. Erwein Graf Matuschka-Greiffenclau – ein Porträt. 2. Auflage, Leinpfad Verlag, Ingelheim 2017, ISBN 978-3-945782-29-3.
- Weinkompass Rheingau. Leinpfad Verlag, Ingelheim 2014, 2015, 2018, 2020.
- Jugend. Gedichte. 1971–1982. Eigenverlag, 2022.
- Weinorte im Rheingau. Droste Verlag, Düsseldorf 2023, ISBN 978-3-7700-2422-3.
- Weinorte an der Mosel. Droste Verlag, Düsseldorf 2023, ISBN 978-3-7700-2421-6.

## Auszeichnungen
- 1997 Weinpreis der Stadt Neumagen-Dhron
- 1999 Journalistenpreis des Deutschen Weininstituts (lobende Anerkennung)
- 2001 Winninger Weinpreis